# Gonomyia (Leiponeura) austrotropica
Gonomyia (Leiponeura) austrotropica is een tweevleugelige uit de familie steltmuggen (Limoniidae). De soort komt voor in het Australaziatisch gebied.